# Rio Sebeș
O Sebeş é um afluente do rio Mureş na Romênia. O curso superior do rio (acima do Lago Oaşa) é também conhecido como Frumoasa River.

## Mapas
- Harta Judeţul Alba
- Harta Judeţul Sibiu
- Harta Munţii Lotrului
- Harta Munţii Cibin
- Harta Munţii Cindrelului